# Croisilles British Cemetery
Croisilles British Cemetery is een Britse militaire begraafplaats met gesneuvelden uit de Eerste- en Tweede Wereldoorlog, gelegen in de Franse gemeente Croisilles (departement Pas-de-Calais). De begraafplaats werd ontworpen door Edwin Lutyens en wordt onderhouden door de Commonwealth War Graves Commission. Ze ligt aan de Rue Eugène Hornez op 600 m ten zuiden van het centrum (Église Saint-Martin). De begraafplaats heeft een trapeziumvormig grondplan met een oppervlakte van 4.250 m² en wordt grotendeels omsloten door een lage natuurstenen muur. Het terrein is licht hellend en ligt lager dan het straatniveau waardoor de toegang via een vijftal trappen verbonden door platformen naar het deel met de graven leidt. De open toegang wordt enkel afgesloten door vier paaltjes door kettingen verbonden. Aan de straatzijde staat op een plateau de Stone of Remembrance met links daarvan een rechthoekig schuilgebouw met een open toegang en twee ronde zuilen. Dit gebouw heeft een schilddak. Het Cross of Sacrifice staat centraal tegen de achterste muur op dezelfde aslijn als de toegang. 
Er liggen 1.189 graven uit de Eerste Wereldoorlog en 6 uit de Tweede Wereldoorlog.
Op het grondgebied van de gemeente liggen ook de Britse militaire begraafplaatsen Croisilles Railway Cemetery en Summit Trench Cemetery.

## Geschiedenis
In maart 1917 werd door de 7th Division een aanval op de gemeente gelanceerd en op 2 april werd ze ingenomen. Op 21 maart 1918 werd tijdens het Duitse lenteoffensief de gemeente door hen veroverd maar op 28 augustus daaropvolgend door de 56th (London) Division na hevige gevechten heroverd. De graven in perk I en II dateren uit de periode tussen april 1917 en maart 1918 en de andere graven werden na de wapenstilstand vanuit de naburige slagvelden toegevoegd. De meerderheid van de slachtoffers behoorden tot de Guards, de 7th en de 21st Divisions.
Onder de geïdentificeerde doden zijn er 526 Britten, 2 Canadezen, 2 Zuid-Afrikanen, 1 Australiërs en 2 Duitsers. Voor 14 slachtoffers werden Special Memorials opgericht omdat hun graven niet meer gelokaliseerd konden worden en men neemt aan dat ze onder naamloze grafzerken liggen. Voor twee andere slachtoffers werden eveneens Special Memorials opgericht omdat zij oorspronkelijke begraven waren in de gemeentelijke begraafplaats van Hendecourt-les-Cagnicourt maar hun graven werden daar door artillerievuur vernietigd.
De zes slachtoffers uit de Tweede Wereldoorlog waren de bemanning van een Lancaster II bommenwerper van de Royal Air Force die op 16 juni 1944 neerstortte na een raid op Valenciennes. Eén bemanningslid overleefde de crash.

## Graven

### Onderscheiden militairen
- S. Pool, kapitein bij het Royal Army Medical Corps en T.R. Conning, luitenant bij de Royal Welsh Fusiliers werden onderscheiden met het Military Cross (MC).
- Thomas Lowery, onderluitenant bij de Durham Light Infantry; Arthur Reginald Dean, onderluitenant bij het East Yorkshire Regiment; J.A.J. Fox, compagnie sergeant-majoor bij de Coldstream Guards; S. Graig, compagnie sergeant-majoor bij de Royal Irish Fusiliers; J. Downing, sergeant bij het Yorkshire Regiment en C. Wall, korporaal bij de Royal Dublin Fusiliers werden onderscheiden met de Distinguished Conduct Medal (DCM).
- William Purvis, korporaal bij het Machine Gun Corps (Infantry) werd tweemaal onderscheiden met de Military Medal (MM and Bar).
- de sergeanten T. Rosam, R.B. Clarke, John Holmes Edlington en Victor Arthur Page; de korporaals William Gillespie, R. Ritchie en G.W. Ronson; pionier W.H. Cook; de soldaten E.G. Manktelow en J. Nash werden onderscheiden met de Military Medal (MM).

### Alias
- soldaat A.C. Gibbins diende onder het alias A.C. Cobb bij de Coldstream Guards.